# Leucocoprinus straminellus
Leucocoprinus straminellus är en svampart som först beskrevs av Bagl., och fick sitt nu gällande namn av Narducci & Caroti 1995. Leucocoprinus straminellus ingår i släktet Leucocoprinus och familjen Agaricaceae.  Artens status i Sverige är: . Inga underarter finns listade i Catalogue of Life.